# Joana Flaviano
Joana Flaviano Aurtenetxe (Bilbao, Vizcaya, País Vasco, España, 15 de febrero de 1990), conocida como Joana Flaviano, es una futbolista española retirada. Jugaba como centrocampista y pasó la gran parte de su carrera en el Athletic Club de la Primera División Femenina de España, con el que ganó la liga en dos ocasiones. En 2023 participó en El conquistador, un reality de supervivencia emitido por RTVE, del que fue subcampeona.

## Clubes
| Equipo               | País   | Año         |
| -------------------- | ------ | ----------- |
| Athletic Bilbao B    | España | 2005 - 2007 |
| Athletic Bilbao      | España | 2007 - 2014 |
| A.S.D. Torres Calcio | Italia | 2014 - 2015 |
| Athletic Club        | España | 2015 - 2017 |

## Palmarés

### Títulos nacionales
| Título             | Club          | País   | Año     |
| ------------------ | ------------- | ------ | ------- |
| Superliga Femenina | Athletic Club | España | 2006-07 |
| Primera División   | Athletic Club | España | 2015-16 |